# Manuel Fernández Caballero
Manuel Fernández Caballero (Múrcia, 14 de març de 1835 - Madrid, 26 de febrer de 1906) va ser un compositor espanyol de sarsuela. És l'autor d'algunes de les obres més representatives del gènere. Ha destacat sobretot en les obres de « género chico », com ara El dúo de "La Africana", Gigantes y cabezudos o Los sobrinos del capitán Grant.

## Biografia
Va nàixer a Múrcia, sent l'últim de divuit germans, de mare madrilenya i pare d'origen asturià, que va morir abans del naixement del seu fill. Els seus primers estudis musicals els va realitzar a la seua ciutat natal, de la mà del seu cunyat Julián Gil, que era músic militar i director d'orquestra de teatre. També a Múrcia va estudiar violí, piano i harmonia amb 
José Calvo, i de manera autodidacta va aprendre flautí, clarinet, cornetí, trombó i figle. Amb el flautí, més adequat per a les seues mans petites, va poder formar part d'una orquestra amb només 7 anys. L'any 1845 es va traslladar a Madrid amb sa mare, continuant estudis musicals amb altre dels seus cunyats: Rafael Palazón. L'any següent va tornar a Múrcia, i va donar a conèixer les seues primeres obres líriques. El 1850 va ingressar al Conservatori de Madrid, estudiant piano amb Pedro Albéniz, violí amb José Vega i harmonia, contrapunt, fuga i composició amb Hilarión Eslava.
L'any 1853 era primer violí del Teatro Real. Va guanyar unes oposicions a mestre de capella de Santiago de Cuba però no va poder prendre possessió de la plaça en no tenir complits els vint anys requerits. Aquest mateix any inicia la seua activitat com a director d'orquestra de teatre, passant pel Teatre de Variedades i el Teatre Lope de Vega. En aquest últim va estrenar la seua primera sarsuela: Tres madres para una hija (1854)
Fins a l'any 1864 va compondre més de 30 sarsueles, algunes d'elles en col·laboració amb Cristóbal Oudrid. En aquest any, a causa de dificultats professionals decideix formar una companyia pròpia de sarsuela i embarcar-se cap a Cuba. Al país caribeny va residir durant set anys, entre L'Havana i Matanzas, dividint el seu temps entre la producció i presentació d'espectacles de sarsuela i la impartició de classes particulars de cant, violí, piano, harmonia i composició.
L'any 1871, arran dels moviments revolucionaris sorgits a Cuba, va prendre la decisió de tornar a Espanya, on en pocs anys va esdevenir un dels compositors més reconeguts del panorama musical madrileny. Va compondre sarsueles de tots els estils; « género chico », sarsuela gran (en tres actes) i espectacles bufos, donant en aquest últim terreny l'única obra que s'ha mantingut en el repertori: Los sobrinos del capitán Grant (1877), basada en la novel·la Els fills del capità Grant de Jules Verne. Un any abans, havia estrenat la sarsuela gran La Marsellesa, sobre un excel·lent llibret de Miguel Ramos Carrión. L'èxit havia estat apoteòsic, fins al punt que les mostres d'entusiasme del públic van causar un desmai de Fernández Caballero. Aquesta darrera obra, basada en un episodi de la Revolució Francesa, va tenir una breu carrera internacional en ser interpretada en diverses ciutats italianes.
Va presentar personalment les seues sarsueles a Lisboa, Montevideo i Buenos Aires, recollint en tots tres casos un gran èxit i diversos reconeixements.
En la dècada del 1890 va estrenar un dels seus grans èxits: El dúo de "La Africana" (1893), sarsuela que presenta una trama de gelosia conjugal entre cantants d'una companyia d'òpera en els assaigs de L'Africaine de Meyerbeer. L'èxit va ser tan gran que es va veure forçat a escriure una obra dedicada als seus estusiastes: Los Africanistas (1894). A causa d'unes cataractes a poc a poc va perdre la vista i li va caldre l'ajut d'un secretari (tant el seu fill Joaquín com el compositor Josep Serrano van col·laborar-hi) per a escriure. Malgrat les seues dificultats de salut, produeix altres dos gran èxits: La viejecita (1897) i Gigantes y cabezudos (1898), aquesta última d'ambient aragonès, que s'ha anomenat pels aficionats l'apoteosi de la jota, per la gran quantitat de números musicals basats en aquesta dansa. Gigantes y Cabezudos també inclou un cor de soldats repatriats que va ser acollit amb entusiasme delirant en la seua estrena, en l'any del desastre colonial.
Entre altres distincions va ser nomenat acadèmic de la Real Academia de Bellas Artes de San Fernando de Madrid (1891), on va ocupar la vacant que havia deixat José Inzenga.
El 1904, la ciutat de Madrid li va retre un homenatge per celebrar els seus cinquanta anys de dedicació a la música teatral.
Fernández Caballero va compondre també música religiosa, avui dia completament eclipsada per la gràcia i l'encís de la seua música lírica.

## Galeria d'imatges
|                                         |  |                                                                                          |  |
| Fotografiat per Pau Audouard cap a 1902 |  | Bust en terracota (30,5 cm x 17 cm x 15 cm) esculpit per Luis Gilabert Ponce (1848–1930) |  |

## Obres (llista no exhaustiva)
- 1854 Tres madres para una hija, (estrenada sota el pseudònim de Florentino Durillo) sarsuela en dos actes - llibret d'Antonio Alverá
- 1855 La vergonzosa en palacio, sarsuela en un acte - llibret de Luis Eguilaz
- 1857 Juan Lanas, sarsuela en un acte - llibret de Francisco Camprodón
- 1857 La jardinera, sarsuela en tres actes - llibret de Francisco Camprodón
- 1858 El vizconde de Letorieres, sarsuela en tres actes - llibret de José María García
- 1858 Un cocinero, sarsuela en un acte - llibret de Francisco Camprodón
- 1859 Frasquito, sarsuela en un acte - llibret de Ricardo de la Vega
- 1861 El caballo blanco, sarsuela en un acte en col·laboració amb Cristóbal Oudrid - llibret de Carlos Frontaura
- 1861 La reina Topacio, sarsuela en tres actes - llibret de Emilio Álvarez
- 1861 El loco de la guardilla, "paso" en un acte - llibret de Narciso Serra
- 1861 El embargo, sarsuela en un acte - llibret d'Almendoch
- 1862 Juegos de azar, sarsuela en col·laboració amb Cristóbal Oudrid
- 1964 - 1971 Tres para dos (estrenada a Cuba, data desconeguda)
- 1964 - 1971 Luz i sombra (estrenada a Cuba, data desconeguda)
- 1872 El primer día feliz, sarsuela en tres actes - llibret de Darío Céspedes
- 1873 La gallina ciega, sarsuela en dos actes - llibret de Miguel Ramos Carrión
- 1875 Las nueve de la noche, sarsuela en tres actes en col·laboració amb José Casares - llibret de Gaspar Gómez Trigo i Francisco Bermejo Caballero
- 1876 La Marsellesa, sarsuela en tres actes - llibret de Miguel Ramos Carrión
- 1876 El siglo que viene, sarsuela còmico-fantàtica en tres actes - llibret de Miguel Ramos Carrión i Carlos Coello
- 1876 Una jaula de locos, revista político-periodística en un acte - llibret de Ricardo de la Vega
- 1877 Los sobrinos del capitán Grant, novel·la còmico-lírico-dramàtica en quatre actes - llibret de Miguel Ramos Carrión
- 1878 El salto del pasiego, sarsuela en tres actes - llibret de Luis Eguilaz
- 1878 Cuba libre, sainet en dos actes - llibret de Federico Jaques
- 1881 La farsanta
- 1881 La niña bonita
- 1882 Dar la castaña
- 1882 Las mil y una noches
- 1884 Los Bandos de Villa-Frita, crònica manxega còmico-lírica en un acte - llibret d'Eduardo Navarro Gonzalvo
- 1884 El hermano Baltasar
- 1886 Somatén
- 1887 Château Margaux joquet còmic-líric - llibret de José Jackson Veyán
- 1888 La noche del 31
- 1892 Los aparecidos, sarsuela còmica en un acte - llibret de Carlos Arniches i Celso Lucio
- 1892 La revista, sarsuela en un acte - llibret de Miguel Echegaray
- 1893 El dúo de "La Africana", sarsuela en un acte - llibret de Miguel Echegaray
- 1894 Los Africanistas
- 1894 Campanero y sacristán,(En col·laboració amb Mariano Hermoso) sarsuela còmica en un acte - llibret de Enrique Ayuso i Manuel de Labra
- 1895 El cabo primero, sarsuela còmica en un acte - llibret de Carlos Arniches i Celso Lucio
- 1896 El padrino de El Nene o ¡Todo por el arte!,(En col·laboració amb Mariano Hermoso) sainet líric en un acte - llibret de Julián Romea
- 1897 La viejecita, sarsuela en un acte - llibret de Miguel Echegaray
- 1898 Gigantes y cabezudos, sarsuela còmica en un acte - llibret de Miguel Echegaray
- 1898 El señor Joaquín, comèdia lírica en un acte - llibret de Julián Romea
- 1900 Los estudiantes, sarsuela còmica en un acte - llibret de Miguel Echegaray
- 1901 La diligencia, sarsuela còmica en un acte - llibret de Miguel Echegaray
- 1902 La trapera,(En col·laboració amb Mariano Hermoso) sarsuela en un acte - llibret de Luis de Larra
- 1906 Maria Luisa, sarsuela en un acte - llibret de Miguel Echegaray
- 1906 La cacharrera,(En col·laboració amb Mariano Hermoso) sainet líric - llibret de Manuel Fernández de la Puente (fill del compositor) i Antonio Osete
- 1906 El lego de San Pablo,(estrenada pòstumament, completada per Amadeu Vives, Barrera, Pacheco i Pablo Luna) sarsuela melodramàtica en tres actes - llibret de Manuel Fernández de la Puente